# Anatoli Kinah
Anatoli Kirilovici Kinah (în ucraineană  Анатолій Кирилович Кінах; n. 4 august 1954) este un profesor și politician ucrainean. Kinah a îndiplinit funcția de prim-ministru al Ucrainei între anii 2001 și 2002, sub președinția lui Leonid Kucima.
Kinah este originar din Republica Moldova (atunci RSS Moldovenească) fiind născut într-o familie de ucraineni din Brătușeni, raionul Edineț.